# Short track na Zimowych Igrzyskach Olimpijskich 2022
Short track na Zimowych Igrzyskach Olimpijskich 2022 – jedna z dyscyplin rozgrywanych podczas igrzysk w dniach 5–16 lutego 2022 w pekińskiej hali Capital Indoor Stadium. Zawodnicy będą rywalizować w 9 konkurencjach (w poprzednich igrzyskach rywalizowano w 8). Zadebiutuje rywalizacja sztafet mieszanych.

## Terminarz
Oficjalny terminarz igrzysk.
| Data      | Godzina                         | Konkurencja                              | Mistrz IO 2018    |
| --------- | ------------------------------- | ---------------------------------------- | ----------------- |
| 5 lutego  | 19:00 (UTC+09:00) / 11:00 (CET) | 500 m kobiet (kwalifikacje)              |                   |
| 5 lutego  | 19:00 (UTC+09:00) / 11:00 (CET) | 1000 m mężczyzn (kwalifikacje)           |                   |
| 5 lutego  | 19:00 (UTC+09:00) / 11:00 (CET) | Sztafeta mieszana (kwalifikacje + finał) |                   |
| 7 lutego  | 19:00 (UTC+09:00) / 11:00 (CET) | 500 m kobiet (finał)                     | Arianna Fontana   |
| 7 lutego  | 19:00 (UTC+09:00) / 11:00 (CET) | 1000 m mężczyzn (finał)                  | Samuel Girard     |
| 9 lutego  | 19:00 (UTC+09:00) / 11:00 (CET) | 1000 m kobiet (kwalifikacje)             |                   |
| 9 lutego  | 19:00 (UTC+09:00) / 11:00 (CET) | Sztafeta 3000 kobiet (kwalifikacje)      |                   |
| 9 lutego  | 19:00 (UTC+09:00) / 11:00 (CET) | 1500 m mężczyzn (finał)                  | Lim Hyo-jun       |
| 11 lutego | 19:00 (UTC+09:00) / 11:00 (CET) | 500 m mężczyzn (kwalifikacje)            |                   |
| 11 lutego | 19:00 (UTC+09:00) / 11:00 (CET) | Sztafeta 5000 mężczyzn (kwalifikacje)    |                   |
| 11 lutego | 19:00 (UTC+09:00) / 11:00 (CET) | 1000 m kobiet (finał)                    | Suzanne Schulting |
| 13 lutego | 19:00 (UTC+09:00) / 11:00 (CET) | 500 m mężczyzn (finał)                   | Wu Dajing         |
| 13 lutego | 19:00 (UTC+09:00) / 11:00 (CET) | Sztafeta 3000 m kobiet (finał)           | Korea Południowa  |
| 16 lutego | 19:00 (UTC+09:00) / 11:00 (CET) | 1500 m kobiet (finał)                    | Choi Min-jeong    |
| 16 lutego | 19:00 (UTC+09:00) / 11:00 (CET) | Sztafeta 5000 m mężczyzn (finał)         | Węgry             |

## Medaliści
| Konkurencja       | Złoto                                                                              | Czas     | Srebro | Czas     | Brąz                                                                                 | Czas     |
| 500 m kobiet      | Arianna Fontana                                                                    | 42,488   | Suzanne Schulting                                                                                          | 42,559   | Kim Boutin                                                                           | 42,724   |
| 500 m mężczyzn    | Shaoang Liu                                                                        | 40,338   | Konstantin Iwlijew                                                                                         | 40,431   | Steven Dubois                                                                        | 40,669   |
| 1000 m kobiet     | Suzanne Schulting                                                                  | 1:28,391 | Choi Min-jeong                                                                                             | 1:28,443 | Hanne Desmet                                                                         | 1:28,928 |
| 1000 m mężczyzn   | Ren Ziwei                                                                          | 1:26,768 | Li Wenlong                                                                                                 | 1:29,917 | Shaoang Liu                                                                          | 1:35,693 |
| 1500 m kobiet     | Choi Min-jeong                                                                     | 2:17,789 | Arianna Fontana                                                                                            | 2:17,862 | Suzanne Schulting                                                                    | 2:17,865 |
| 1500 m mężczyzn   | Hwang Dae-heon                                                                     | 2:09,219 | Steven Dubois                                                                                              | 2:09,254 | Siemion Jelistratow                                                                  | 2:09,267 |
| Sztafeta kobiet   | Holandia Suzanne Schulting Selma Poutsma Xandra Velzeboer Yara van Kerkhof         | 4:03,409 | Korea Południowa Seo Whi-min Choi Min-jeong Kim A-lang Lee Yu-bin                                          | 4:03,627 | Chińska Republika Ludowa Qu Chunyu Han Yutong Fan Kexin Zhang Yuting Zhang Chutong   | 4:03,863 |
| Sztafeta mężczyzn | Kanada Charles Hamelin Steven Dubois Jordan Pierre-Gilles Pascal Dion Maxime Laoun | 6:41,257 | Korea Południowa Lee June-seo Hwang Dae-heon Kwak Yoon-gy Park Jang-hyuk Kim Dong-wook                     | 6:41,679 | Włochy Pietro Sighel Yuri Confortola Tommaso Dotti Andrea Cassinelli                 | 6:43,431 |
| Sztafeta mieszana | Chińska Republika Ludowa Qu Chunyu Fan Kexin Wu Dajing Ren Ziwei Zhang Yuting      | 2:37,348 | Włochy Arianna Fontana Martina Valcepina Pietro Sighel Andrea Cassinelli Arianna Valcepina Yuri Confortola | 2:37,364 | Węgry Petra Jászapáti Zsófia Kónya Shaoang Liu Shaolin Sándor Liu John-Henry Krueger | 2:40,900 |